# キテレツ大百科 (曲)
「キテレツ大百科」（キテレツだいひゃっか）は、1987年にフジテレビの特番枠で放送されたテレビアニメ『藤子不二雄のキテレツ大百科』主題歌として堀江美都子が歌唱した楽曲である。作詞・おこちそう、作曲および編曲・細野晴臣。
本項では、同特番枠のエンディング曲として使用された「コロ助まちをゆく」についても解説する。

## 解説
藤子・F・不二雄（藤本弘）の漫画『キテレツ大百科』を原作とする特番『藤子不二雄のキテレツ大百科』は、翌年からのテレビシリーズ放送に先駆けて1987年11月2日に単発90分枠で放送された。藤本は放送直後の1987年末を以て長年連れ添った安孫子素雄（藤子不二雄Ⓐ）とのコンビを解消しており、この特番は共有名義「藤子不二雄」を冠した最後のアニメ作品となっている。
四字熟語と「おどろき桃の木 さんしょの木」のフレーズを多用した歌詞が特徴。単発枠主題歌のためシングル盤は発売されなかったが、日本コロムビア発売のカセットテープ『藤子不二雄のキテレツ大百科 〜うたとおはなしスペシャル〜』（CAK-827）でエンディング曲の「コロ助まちをゆく」と共に収録された。このカセットテープでは主題歌2曲の他にドラマ「キテレツ大百科の秘密」「キテレツ大百科全員集合！」が含まれている。翌月にコロちゃんパックで発売されたバージョン（CMZ-671）では、ドラマ部分の代わりに2曲のカラオケが収録されている。
放送時のクレジットでは「キテレツ大百科のうた」と表記されていたがコロムビア発売のカセットテープ、CD、シングル盤ではいずれも「のうた」は無く原作漫画と同じ「キテレツ大百科」のタイトルで収録されており、日本音楽著作権協会（JASRAC）のデータベースでも「キテレツ大百科」として登録されている。
この特番は小学館ビデオからVHSが発売されたもののテレビシリーズと異なりDVD化されておらず、再放送も本放送の翌月に1回実施されたきりのため、本曲も余り知られていないが2004年にアルバム『キテレツ大百科 スーパー・ベスト』（COCX-32549）トラック14でCD収録が実現した。2020年11月3日にレコードの日限定盤としてリリースされた「はじめてのチュウ」のB面曲で「キテレツ大百科」、2021年4月にはイベント「アニソン on Vinyl」に合わせ「お嫁さんになってあげないゾ」のB面曲で「コロ助まちをゆく」がそれぞれレコード化されている。

### コロ助まちをゆく
「コロ助まちをゆく」（コロすけまちをゆく）は特番『藤子不二雄のキテレツ大百科』のエンディング曲。オープニング「キテレツ大百科」と共にカセットテープ『藤子不二雄のキテレツ大百科 〜うたとおはなしスペシャル〜』が最初の市販で、アルバム『キテレツ大百科 スーパー・ベスト』トラック15および『藤子・F・不二雄 生誕80周年 藤子・F・不二雄大全集』（COCX-38881〜38885）ディスク2に収録されている。
- 作詞 - おこちそう
- 作曲・編曲 - 細野晴臣
- うた - 山田恭子